# Kevin Schawinski

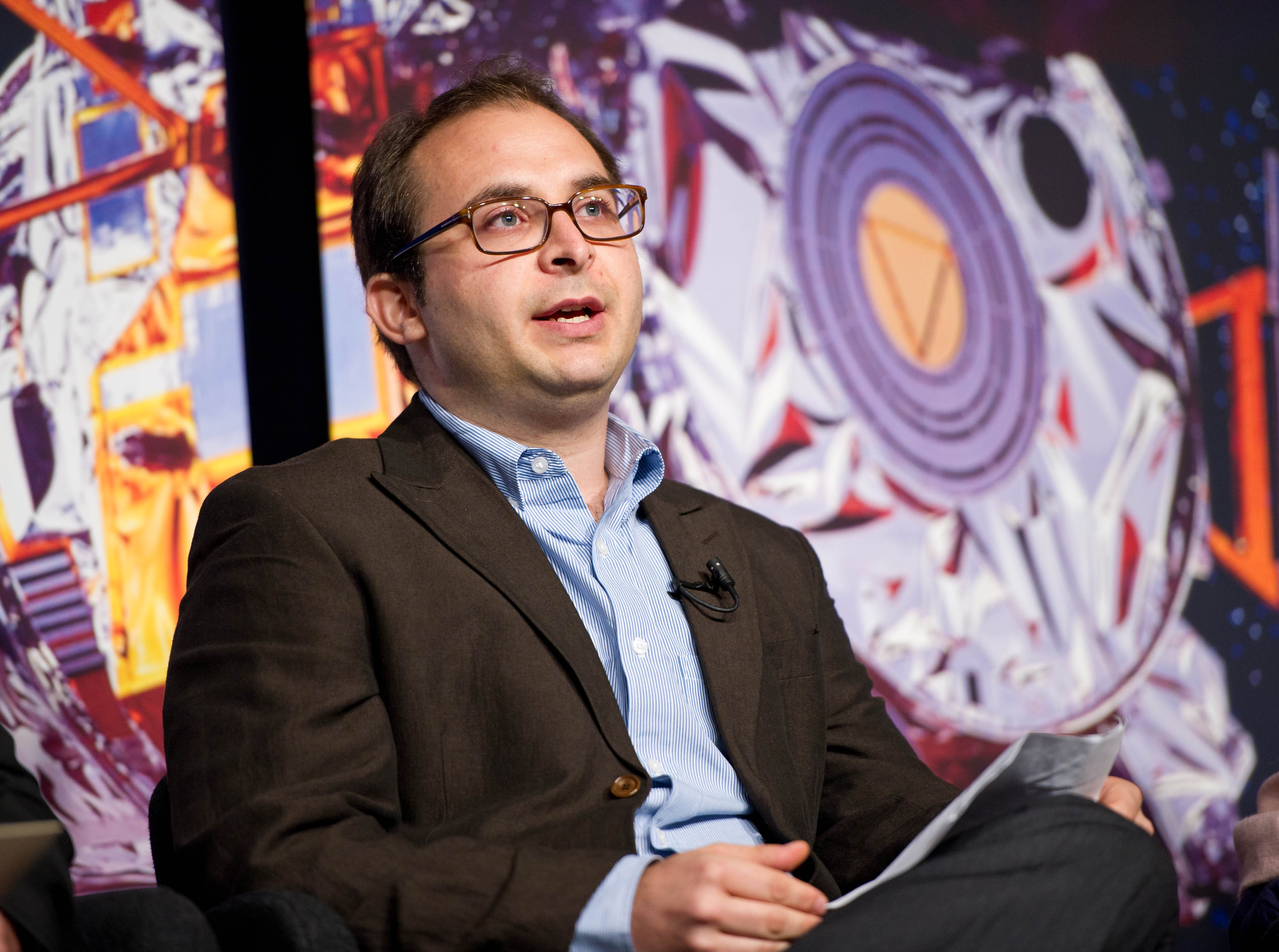
Kevin Schawinski, 2011

Kevin Schawinski (* 28. April 1981 in Zürich) ist ein Schweizer Astrophysiker. Er war bis 2018 Professor für Astronomie an der ETH Zürich.
Kevin Schawinski wuchs in der Schweiz und in Deutschland auf. Sein Vater ist der Schweizer Medienunternehmer Roger Schawinski. An der Cornell University in den USA studierte Kevin Schawinski Physik und Mathematik und schloss 2004 ab. Von 2007 bis 2008 war er «Henry Skynner Junior Research Fellow» im Balliol College, University of Oxford. Er wurde 2008 in Astrophysik an der Christ Church, University of Oxford promoviert.
Von 2008 bis 2009 war er «Postdoctoral Associate» und von 2009 bis 2012 «Einstein Fellow» an der amerikanischen Yale University. Dort erforschte er Galaxien. Schawinski ist Mitbegründer der Freiwilligen-Projekte Planet Hunters (Suche nach neuen Himmelskörpern) und Galaxy Zoo (Klassifizierung von Galaxien). 2012 erhielt er vom Schweizerischen Nationalfonds eine Förderprofessur an der ETH Zürich.
2017 wurde er mit dem MERAC Award der European Astronomical Society ausgezeichnet.
Seit September 2018 arbeitet er bei seinem ETH Spin-Off «MODULOS» im Technopark Zürich.